# Sunrise (Florida)
Sunrise es una ciudad ubicada en el condado de Broward en el estado estadounidense de Florida. En el Censo de 2010 tenía una población de 84.439 habitantes y una densidad poblacional de 1.780,56 personas por km².

## Geografía
Sunrise se encuentra ubicada en las coordenadas 26°10′12″N 80°15′34″O / 26.17000, -80.25944. Según la Oficina del Censo de los Estados Unidos, Sunrise tiene una superficie total de 47.42 km², de la cual 46.87 km² corresponden a tierra firme y (1.17%) 0.56 km² es agua.

## Demografía
Según el censo de 2010, había 84.439 personas residiendo en Sunrise. La densidad de población era de 1.780,56 hab./km². De los 84.439 habitantes, Sunrise estaba compuesto por el 56.4% blancos, el 31.81% eran afroamericanos, el 0.3% eran amerindios, el 4.07% eran asiáticos, el 0.08% eran isleños del Pacífico, el 4.05% eran de otras razas y el 3.28% pertenecían a dos o más razas. Del total de la población el 25.61% eran hispanos o latinos de cualquier raza.

## Tiroteo de 2021
El 2 de febrero de 2021, ocurrió un tiroteo entre un hombre armado y varios agentes del FBI en un complejo de apartamentos en Sunrise. Dos agentes del FBI fueron asesinados y otros tres resultaron heridos. El atacante, que era objeto de una orden judicial, fue encontrado muerto después de atrincherarse dentro del apartamento. El tiroteo fue el incidente más violento en la historia del FBI desde el tiroteo de 1986 en Miami que dejó dos agentes muertos y otros cinco heridos, y también fue la primera vez que un agente recibió un disparo mortal en su cumplimiento del deber desde 2008.